# Aleksander Mihajlovič Prohorov
Aleksander Mihajlovič Prohorov [aleksánder mihájlovič prohórov] (rusko Алекса́ндр Миха́йлович Про́хоров), ruski fizik in enciklopedist, * 11. julij 1916, Atherton, Queensland, Avstralija, † 8. januar 2002, Moskva, Rusija.
Prohorov je leta 1964 skupaj s Townesom in Basovom prejel Nobelovo nagrado za fiziko »za temeljno delo na področju kvantne elektronike, ki je pripeljalo do izdelave oscilatorjev in ojačevalnikov na osnovi načel maserja in laserja.«
Pod njegovim uredništvom so med letoma 1988 in 1999 v izdaji Sovjetske enciklopedije izdali Fizikalno enciklopedijo (Физическая энциклопедия) v petih delih s 6000 pojmi. Pred tem so pod njegovim uredništvom leta 1983 izdali Fizikalni eknciklopedični slovar (Физический энциклопедический словарь).

## Priznanja

### Poimenovanja
- 1. marca 2012 je letalsko podjetje Aeroflot v čast Prohorova poimenovala letalo Airbus A321 s trupno številko VQ-BOH.
- po njem se imenuje Inštitut splošne fizike A. M. Prohorova RAZ in Inženirska akademija Ruske federacije A. M. Prohorova.